# Condado de Wasatch
El condado de Wasatch (en inglés, Wasatch County) es un condado del estado de Utah, Estados Unidos. Tiene una población estimada, a mediados de 2021, de 36 173 habitantes.
La sede del condado es Heber City.

## Geografía
Según la Oficina del Censo, el condado tiene un área total de 3127 km², de la cual 3048 km² son tierra y 79 km² son agua.

### Condados adyacentes
- Condado de Salt Lake (noroeste)
- Condado de Summit (norte)
- Condado de Utah (suroeste)
- Condado de Duchesne (este)

### Áreas protegidas
- Bosque Nacional Ashley
- Bosque Nacional Unita
- Bosque Nacional Wasatch

## Demografía

### Censo de 2020
Según el censo de 2020, en ese momento había 34 788 habitantes, 11 040 hogares y 6364 familias en el condado. La densidad de población era de 11 hab./km². Había 14 462 viviendas, con una densidad media de 5 por kilómetro cuadrado. El 83.74 % de los habitantes eran blancos, el 0.45 % eran afroamericanos, el 0.54 % eran amerindios, el 1.04 % eran asiáticos, el 0.12 % eran isleños del Pacífico, el 6.71 % eran de otras razas y el 7.40 % eran de una mezcla de razas. Del total de la población, el 14.51 % eran hispanos o latinos de cualquier raza.

### Censo de 2000
Según el censo de 2000, había 15 215 personas, 4743 hogares y 3870 familias en la localidad. La densidad de población era de 2 hab./km². Había 6564 viviendas con una densidad media de 1 vivienda/km². El 95.62 % de los habitantes eran blancos, el 0.22 % afroamericanos, el 0.43 % amerindios, el 0.30 % asiáticos, el 0.18 % isleños del Pacífico, el 0.10% de otras razas y el 1.98 % pertenecía a dos o más razas. El 5.09 % de la población eran hispanos o latinos de cualquier raza.
Los ingresos medios por hogar en la localidad eran de $49 612 y los ingresos medios por familia eran $52 102. Los hombres tenían unos ingresos medios de $37 399 frente a $23 571 para las mujeres. Los ingresos per cápita para el condado eran de $19 869. Alrededor del 4.20 % de la población estaban por debajo del umbral de pobreza. 

## Localidades
- Charleston
- Daniel
- Heber City
- Hideout
- Independence
- Midway
- Park City
- Timber Lakes
- Wallsburg